# Exit (コマンド)
exitは、多くのオペレーティングシステムのコマンドラインシェルおよびスクリプト言語で用いられるコマンドである。
このコマンドは、シェルやプログラムを終了させる。インタラクティブコマンドシェルでこのコマンドを実行すると、利用者が現在のセッションからログアウトされるか、利用者の現在のコンソールまたは端末の接続が切断される。また、任意で親プロセスに返される終了コード (通常は整数値) を指定できる場合がある。

## 実装
exitコマンドを提供するオペレーティングシステム、シェル、スクリプト言語には、Microsoft MSX-DOSバージョン2、IBM OS/2、DR FlexOS、HP MPE/iX、KolibriOS、SymbOS、cmd.exe、sh、ksh、Perl、AWK、PHP、Tcl、PowerShellが含まれる。
MS-DOSでは、exitコマンドはバージョン2以降で利用できる。DR-DOS 6.0、Datalight ROM-DOSにもexitコマンドの実装が含まれる。また、オープンソースのMS-DOSエミュレータであるDOSBoxでも利用できる。
数値解析環境のMATLABにも、同様の機能を備えたexit関数が含まれている。